# Carlo Cattaneo

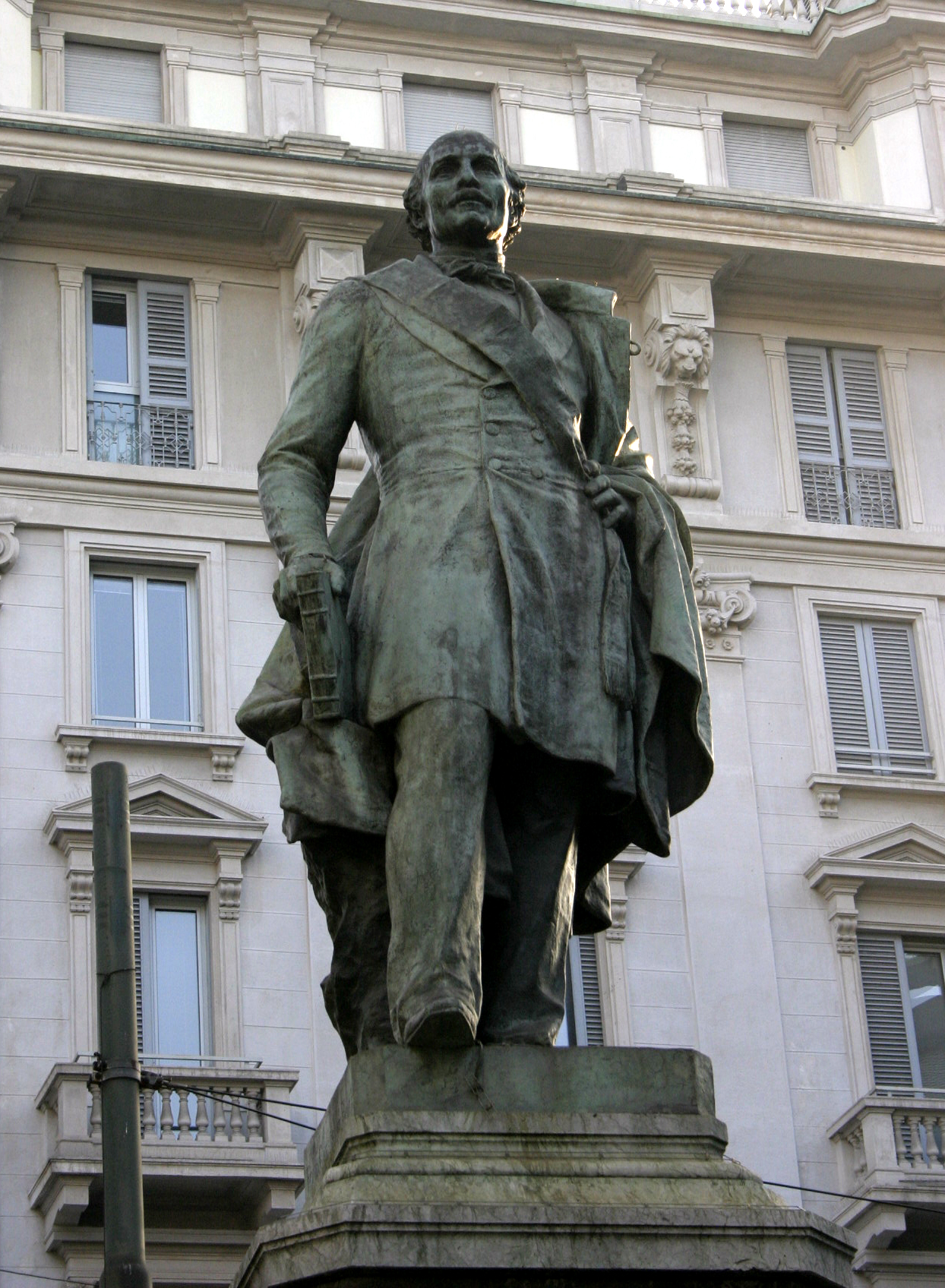
Statue Carlo Cattaneos von Ettore Ferrari in Mailand (Via Santa Margherita).

Carlo Cattaneo (* 15. Juni 1801 in Mailand; † 5. Februar 1869 in Castagnola-Cassarate (Lugano)) war italienischer Patriot, föderalistisch gesinnter Republikaner, Schriftsteller und Philosoph des Risorgimento.
Als einer der führenden Intellektuellen Mailands war er im Revolutionsjahr 1848 in die Ereignisse des mailändischen Fünf-Tage-Aufstandes (le cinque giornate vom März 1848) involviert, der sich gegen die österreichische Herrschaft in der Lombardei richtete. Im Gegensatz zu den meisten anderen italienischen und mailändischen Revolutionären (wie etwa dem Mailänder Podestà Graf Gabrio Casati), für die die Einigung Italiens im Vordergrund stand und die daher für eine militärische Intervention König Karl Alberts von Piemont-Sardinien plädierten, wollte der antipiemonesisch eingestellte Cattaneo primär die politische Freiheit in der Lombardei realisieren. Dadurch wurde er zunehmend an den Rand des Geschehens gedrängt.
Nach der Rückeroberung der Stadt durch die österreichischen Truppen des Feldmarschalls Josef Radetzky im August 1848 begab sich Cattaneo erzwungenermaßen ins Tessiner Exil nach Lugano, wo er sich bis zu seinem Lebensende weiterhin politisch (mitunter wirtschaftspolitisch) und schriftstellerisch betätigte. Über die Ereignisse in Italien blieb Cattaneo zwar weiterhin informiert, politisch engagierte er sich in seinem Geburtsland jedoch nicht mehr, zumal er nicht den Anschein erwecken wollte, die monarchistische Herrschaft der Savoyen über das 1861 erfolgreich geeinigte Königreich Italien anzuerkennen.

## Leben

### Jugend, Ausbildung und schriftstellerische Tätigkeit (1801–1847)
Als Sohn des Goldschmiedes Melchiorre und der Maria Antonia Sangiorgi wurde Carlo Cattaneo am 15. Juni 1801 als zweites von sechs Kindern in Mailand geboren. In seiner Kindheit verbrachte er häufig längere Aufenthalte bei väterlichen Verwandten im etwa 21 km südwestlich von Mailand gelegenen Casorate Primo. Bereits bei diesen Besuchen zeigte und entwickelte sich sein frühes Interesse für Literatur, zumal er dort auf die Bibliothek seines Großonkels, eines ländlichen Priesters, zurückgreifen konnte.
Aufgrund ebendieses Interesses besuchte der junge Cattaneo daraufhin Seminare in Lecco, Arlenico, Monza und Mailand, die ihn – entsprechend dem Wunsch seiner Eltern, der auch der wirtschaftlichen Situation der Familie entsprang – letzten Endes zum Priester ausbilden sollten. Nachdem er dort in Logik, Literatur und Metaphysik unterrichtet worden war, entschloss sich der Siebzehnjährige jedoch, die Priesterlaufbahn abzubrechen. Folgerichtig wechselte er zum Mailänder Sant’ Alessandro Gymnasium, um seine Ausbildung fortzusetzen, wo er 1818 und 1819 die Abschlussprüfungen in „Religion, Universalgeschichte, Mathematik, theoretischer Experimentalphysik sowie in theoretischer und praktischer Philosophie“ bestand. Rund ein Jahr später beendete er ebenso erfolgreich die Oberschule im Gymnasium von Nuova Porta, wo er sich mit Technik, Naturgeschichte und lateinischer Literatur auseinandergesetzt hatte. Kennzeichnend für diese Zeit waren Besuche der öffentlichen Bibliotheken im Umkreis wie etwa der Mailänder Biblioteca Ambrosiana oder der Biblioteca Nazionale Braidense sowie der privaten Bibliothek seines Onkels Antonio Cattaneo, die es ihm ermöglichten, sich umfassend mit Literatur zu beschäftigen. Parallel dazu erweitern Lehrer wie Giambattista De Cristoforis oder Giovanni Gherardini seinen Horizont, indem sie auch sein Interesse für Geschichte und andere Wissenschaften wecken. Darüber hinaus profitierte er vom Kontakt zu seinem Vetter Gaetano Cattaneo, der Direktor des Münzkabinetts war.
Im Dezember 1820 erhielt Cattaneo eine Stelle als Lehrer für lateinische Grammatik und später auch für Geisteswissenschaft an der örtlichen Lateinschule Santa Marta, die er die folgenden fünfzehn Jahre innehaben sollte. Etwa in diese Zeit fallen seine ersten Bekanntschaften mit den Mailänder Intellektuellen, von denen insbesondere der Schriftsteller Vincenzo Monti und der Tessiner Politiker Stefano Franscini zu erwähnen sind. Gleichzeitig begann Cattaneo, die private Rechtsschule des Gian Domenico Romagnosi zu besuchen, mit dem ihn bald eine enge Freundschaft verbinden sollte. „Nach Schließung der Romagnosi-Schule setzt[e] er die universitäre Vorbereitung im Selbststudium fort und promoviert[e] zum Doktor der Rechte am 19. August 1824.“ 1822 publizierte Cattaneo seine erste Schrift, eine Rezension zu Romagnosis 1820 erschienenem Buch Assunto primo della scienza del diritto naturale, in der Zeitschrift Antologia des Florentiner Intellektuellen Giovan Pietro Vieusseux. Gemeinsam mit Stefano Franscini arbeitet er an der italienischen Übersetzung von Heinrich Zschokkes Des Schweizerlands Geschichte für das Schweizer Volk, die jedoch erst 1829 erschien. 1825 waren Cattaneos Vater und sein älterer Bruder verstorben. Im selben Jahr hatte er die englische Adelige Anna Payne Woodcock kennengelernt, die er zwölf Jahre später heiratete. Ebenfalls 1835 beendete Cattaneo seine berufliche Tätigkeit an der Lateinschule. Stattdessen widmete er sich nun der Herausgabe einer eigenen Zeitschrift. Ab den späten 1820er Jahren war Cattaneo dazu übergegangen, öfters Artikel und Aufsätze in Fachzeitschriften zu publizieren. Am 1. Januar 1839 gab Cattaneo, der zuvor bereits regelmäßig Artikel für die „Annali universali di statistica“ geschrieben hatte, die erste Ausgabe seiner eigenen, neu begründeten und äußerst vielseitigen Zeitschrift Il Politecnico heraus, die Artikel zu Mathematik, Medizin, Technik, Naturgeschichte, aber auch Literatur, Kunst und Geschichte enthielt. Unterdessen war Cattaneo zum Verfechter technischer Modernisierung geworden: So engagierte er sich für den Eisenbahnbau, vor allem für eine Strecke Mailand-Venedig, wie sein 1836 erschienenes Buch Ricerche sul progetto di una strada di ferro da Milano a Venezia (dt.: Untersuchungen zum Projekt einer Schienenverbindung von Mailand nach Venedig) konstatiert.

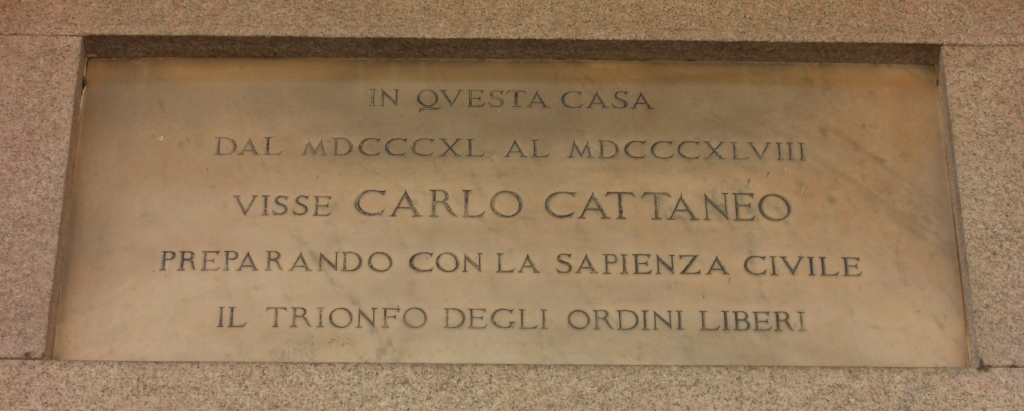
Erinnerungstafel für Cattaneo an seinem Wohnhaus (1840–48) in Mailand

Nachdem Cattaneo Entwürfe über eine Gefängnisreform für die lombardisch-venetische Regierung vorgelegt und sich an dem internationalen Diskurs über den Strafvollzug beteiligt hatte, wurden ihm zahlreiche Ehrenämter angeboten: 1843 etwa wurde er Mitglied des angesehenen Istituto Lombardo di Scienze Lettere ed Arti (dt.: Lombardisches Institut für Literatur- und Kunstwissenschaften), ein Jahr später des Kongresses der Wissenschaftler. Weitere, ähnliche ehrenamtliche Tätigkeiten folgten. Kurzum, als sich im März 1848, ausgehend vom Januaraufstand in Neapel und Sizilien sowie der Pariser Februarrevolution, die revolutionäre Bewegung in der Lombardei ausbreitete, war Cattaneo zwar ein in intellektuellen Kreisen höchst angesehener Mann, doch durch politische Tätigkeit war er noch nicht besonders aufgefallen. Seine Schrift Sull’ulteriore sviluppo del pubblico insegnamento in Lombardia (dt.: Über die weitere Entwicklung des öffentlichen Schuldienstes in der Lombardei) von 1848 hatte ihm, da sie eher an demokratischen Prinzipien orientiert war, zwar erste Schwierigkeiten mit der österreichischen Polizei gebracht, wodurch Cattaneo gewisse Aufmerksamkeit erregte, doch hatte er vor 1848 noch kein politisches Amt innegehabt.

### Die Zeit der Mailänder Revolution (1848)
Dies änderte sich mit den cinque giornate di Milano, als er nach anfänglichem Zögern am 19. März sogar Mitglied eines vierköpfigen Kriegsrates wurde. Der anfängliche Widerstand gegen eine Rebellion vonseiten Cattaneos resultierte jedoch, wie der Republikaner selbst später schrieb, lediglich daraus, dass „er die Gemäßigten im Verdacht hatte, einen vorzeitigen Aufstand provozieren zu wollen, welcher geeignet war, Karl Albert von Piemont zu einer Intervention gegen die Österreicher zu provozieren“. Schon bald traten auch Differenzen zwischen der demokratisch-föderalistischen Haltung Cattaneos und den gemäßigteren Revolutionären (den sogenannten moderati) zu Tage – während letztere, zu denen auch der in einem Loyalitätskonflikt gefangene Bürgermeister Graf Gabriel Casati (er war Patriot, hatte aber in seiner Rolle als Podestà eng mit den Österreichern zusammengearbeitet) gehörte, für ein militärisches Eingreifen des Hauses Savoyen eintraten, lehnten die democratici unter Cattaneo wie Carlo Osio oder Enrico Cernuschi diese Idee vehement ab. Dennoch riet Cattaneo erfolgreich davon ab, eine demokratische Republik Mailand auszurufen. Stattdessen billigte er die Bildung der provisorischen liberalen Regierung am 22. März unter Casati, indem er seine Unterschrift unter ein Schreiben setzte, das mit den Worten „a causa vinta“ („nach dem Sieg“) die politischen Diskussionen innerhalb der revolutionären Bewegung auf die Zeit nach den Kämpfen zu verschieben suchte. Vermutlich hatte Cattaneo erkannt, dass die Monarchisten in der Überzahl waren, und wollte einen Bürgerkrieg verhindern, sodass er auch zu größeren Kompromissen bereit war.

### Die Zeit im Tessiner Exil (1848–1869)

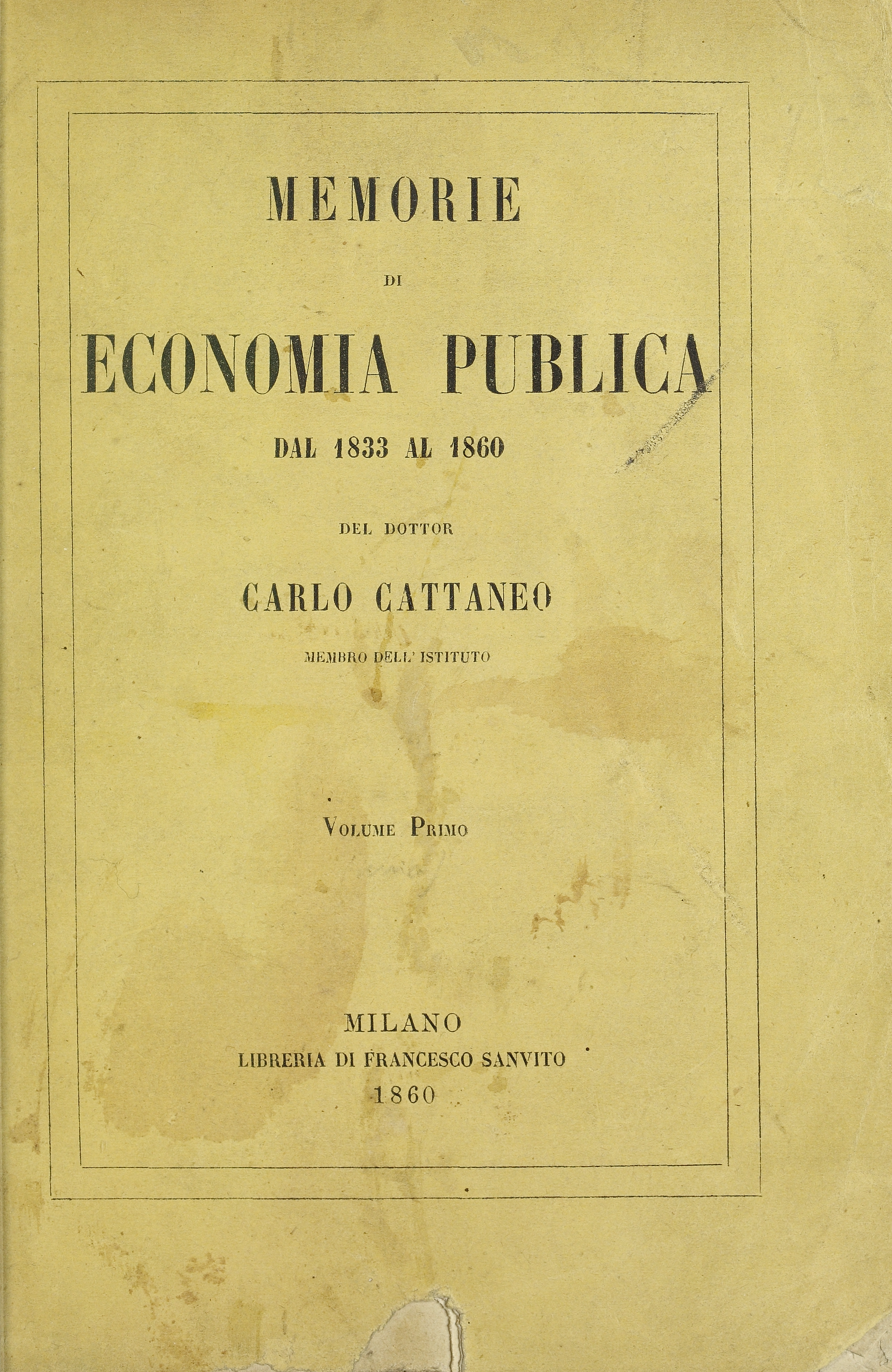
Memorie di economia pubblica dal 1833 al 1860, 1860

Trotz der militärischen Intervention Sardinien-Piemonts gelang es dem österreichischen Feldmarschall Josef Radetzky im August, die Stadt unter seine Kontrolle zu bringen. Infolgedessen floh Cattaneo am 8. August über Lugano nach Paris.
Einige Monate später kehrte er nach Lugano zurück, wo er bis zum Ende seines Lebens schriftstellerisch und politisch aktiv sein sollte. Dort verfasste er etwa zwei Bücher über die italienische Revolution, die zu grundlegenden Quellen des Risorgimento werden sollten: Die memoirenartige Darstellung Dell’insurrezione di Milano nel 1848 e della successiva guerra (dt.: Über die Erhebung Mailands und den nachfolgenden Krieg) einerseits, und die kommentierte Dokumentensammlung Archivio triennale delle cose d’Italia dall’avvenimento di Pio IX all’abbandono di Venezia (dt.: Dreijährliches Archiv über die Lage Italiens von den Geschehnissen um Pius IX. bis zur Preisgabe Venedigs) andererseits. Nach Italien kehrte Cattaneo im Grunde genommen nur zurück, um sich wissenschaftlich zu betätigen. Als er 1860 und 1867 als Abgeordneter des Wahlkreises Mailand in die Camera dei deputati gewählt wurde, leistete er nicht den Eid auf die Verfassung und nahm überhaupt nicht an den Sitzungen teil. Cattaneo wollte seine republikanischen Ideale nicht verletzen, indem er durch einen Treueid oder politische Aktivität in Italien den Anschein gab, die bestehende politische Ordnung zu akzeptieren. Daher zog er sich auch rasch zurück, nachdem er kurzfristig an Giuseppe Garibaldis Einzug in Neapel teilgenommen hatte (siehe Zug der Tausend), erkannte er doch, dass eine Einigung Italiens unter demokratischen und föderalen Prinzipien nicht mehr möglich sei. In seinem Luganer Exil war Cattaneo von 1852 an Philosophielehrer am neu gegründeten kantonalen Gymnasium, für das er im selben Jahr eine Schrift mit Anregungen zu einer Unterrichtsreform entwarf. 1865 kündigte er die Stelle an der Schule, da er sich mit dem Gotthardkomitee über die Frage der Zufahrtswege zerstritten hatte. In demselben Jahr, in dem er seine Lehrtätigkeit aufgab, begann Cattaneo, dem 1858 das Tessiner Ehrenbürgerrecht verliehen worden war, mit der Wiederherausgabe des Politecnico. Außerdem hatte er sich mit architektonischen und wirtschaftlichen Frage wie dem Erschließen der Magadinoebene beschäftigt und war in der Alpenbahnfrage zum Verfechter des Gotthard-Plans geworden.

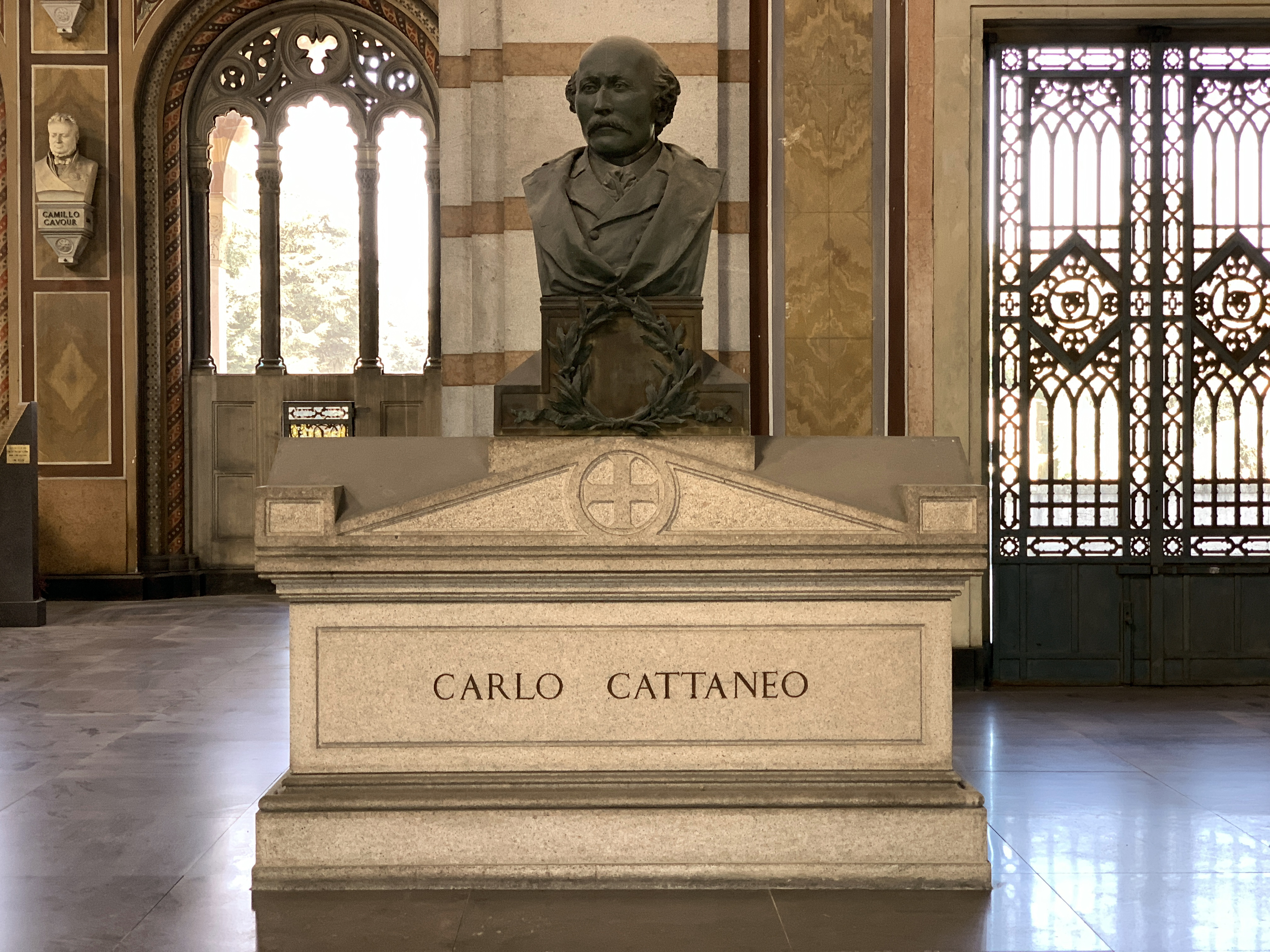
Grab von Carlo Cattaneo auf dem Monumentalfriedhof von Mailand

In der Nacht vom 5. zum 6. Februar 1869 verstarb Cattaneo im Alter von 68 Jahren in seinem Haus in Castagnola.

## Schriften
Werkausgaben:

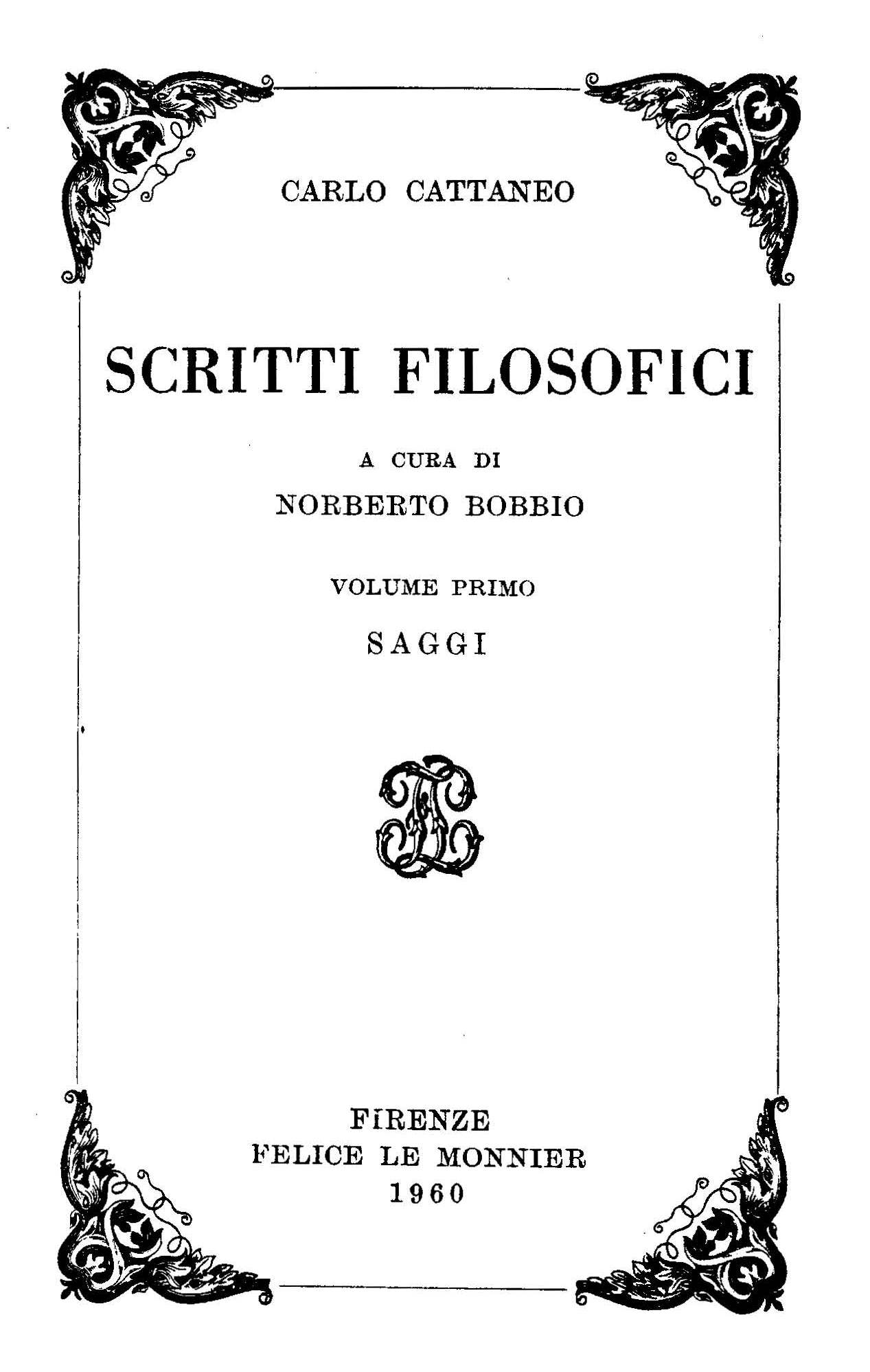
Scritti filosofici

- Comitato italo-svizzero per la pubblicazione delle opere di Carlo Cattaneo (Hrsg.): Edizione nazionale delle opere di Carlo Cattaneo. Florenz 1948–2010. (noch weitere Bände geplant)
- Luigi Ambrosoli (Hrsg.): Tutte le opere di Carlo Cattaneo. (unvollendet geblieben)
  - Bd. 4: Scritti dal 1848 al 1852. Mailand 1967.
  - Bd. 5: Archivio triennale delle cose d’Italia: dall'avvenimento di Pio IX. all'abbandono di Venezia. Mailand 1974, 2 Teile, 3 Bd.e.

Auswahl an Einzelschriften:
- La Psicologia delle menti associate. 1866.
- La città considerata come principio ideale delle istorie italiane. (dt.: Die Stadt als Idealprinzip der italienischen Geschichte).
- Dell’India antica e moderna. (dt.: Über das alte und moderne Indien).
- Notizie naturali e civili su la Lombardia. (dt.: Notizen über Zivilisation und Natur in der Lombardei).
- Vita di Dante di Cesare Balbo. (dt.: Das Leben Dantes von Cesare Balbo).
- Il Politecnico, Repertorio mensile di studi applicati alla prosperità e coltura sociale. (dt.: Monatliche Sammlung von Studien zur sozialen Prosperität und Bildung), gegründet 1839.
- Sull’ulteriore sviluppo del pubblico insegnamento in Lombardia. (dt.: Über die weitere Entwicklung des öffentlichen Schuldienstes in der Lombardei), 1848.
- Dell’Insurrezione di Milano nel 1848 e della successiva guerra. (dt.: Über die Erhebung Mailands und den nachfolgenden Krieg).
- Archivio triennale delle cose d’Italia dall’avvenimento di Pio IX all’abbandono di Venezia (dt.: Dreijährliches Archiv über die Lage Italiens von den Geschehnissen um Pius IX. bis zur Preisgabe Venedigs).